# Académie du créole haïtien
L'Académie du créole haïtien (en créole haïtien : Akademi Kreyòl Ayisyen ou AKA) est l'académie linguistique d'Haïti pour la régulation du Créole haïtien. Elle se compose de jusqu'à 55 académiciens. Son président actuel est Rogeda Dorcé Dorcil (ht).

## Histoire
Le créole haïtien est établi comme langue officielle d'Haïti en plus du français dans la constitution haïtienne de 1987. L'article 213 de la constitution prévoit l'installation d'une académie nationale pour la régulation du créole haïtien. Pourtant, cette académie n'était pas encore mise en place 25 ans plus tard.
En 2017, Renauld Govain, doyen de la Faculté de linguistique appliquée de l'université d'État d'Haïti, critique la première résolution de l'Académie pour confondre orthographe, alphabet et graphie.

## Membres
L'académie peut compter entre 33 et 55 académiciens. Trente-trois ont été investis comme fondateurs en 2014. En juillet 2018, les 38 personnes suivantes sont des académiciens :
- Nicolas André (ht) (membre fondateur)
- Paul Antoine[7]
- Dominique Barthélemy (ht)[7]
- Emmanuel Bazile (membre fondateur)
- Serge Bellegarde (membre fondateur)
- Jean Grégory Calixte (membre fondateur)
- Adeline Magloire Chancy (membre fondateur)
- Christophe Charles (membre fondateur)
- Pierre Michel Chéry (membre fondateur)
- Rosilia François Corneille (ht)[7]
- Michel DeGraff (membre fondateur)
- Fritz Deshommes (ht) (membre fondateur)
- Rachel Beauvoir Dominique (ht)[8]
- Rogeda Dorcé Dorcil (ht) (membre fondateur)
- Wilner Dorlus (ht) (membre fondateur)
- Rachelle Charlier Doucet (ht)[8]
- Marie Rodny Laurent Estéus (ht) (membre fondateur)
- Odette Roy Fombrun (membre fondateur)
- Michel Frantz Grandoit (ht) (membre fondateur)
- Michel-Ange Hyppolite (ht) (membre fondateur)
- Gesner Jean-Paul (ht) (membre fondateur)
- Jean Pauris Jean-Baptiste (ht) (president; founding member)
- Samuel Jean-Baptiste (ht) (membre fondateur)
- Marky Jean-Pierre (ht) (membre fondateur)
- Joseph Sauveur Joseph (ht) (membre fondateur)
- Rochambeau Lainy (ht) (membre fondateur)
- Frenand Léger (ht) (membre fondateur)
- Jacques Max Manigat (ht) (membre fondateur)
- Guy Gérald Ménard (ht) (membre fondateur)
- Ernst Mirville (ht)[9]
- Claude Pierre (membre fondateur)
- Pierre-André Pierre (ht) (membre fondateur et président)
- Christian Emmanuel Plancher (ht) (membre fondateur)
- Marie Racine (ht) (membre fondateur)
- Clotaire Saint-Natus (membre fondateur)
- Gérard-Marie Tardieu (membre fondateur)
- Jocelyne Trouillot (membre fondateur)
- Féquière Vilsaint (ht) (membre fondateur)

### Anciens membres
- Max Gesner Beauvoir (membre fondateur ; mort en 2015)[10]